# Willy Hamacher
Pour les articles homonymes, voir Hamacher.
Willy Hamacher (né le 10 juillet 1865 à Breslau en province de Silésie, mort le 9 juillet 1909  à Bad Reinertz) est un peintre prussien de paysage marin.

## Biographie
Willy Hamacher est le fils du peintre Theodor Hamacher (de) et le frère de Alfred Hamacher (de), lui aussi peintre. Il étudie la peinture de paysage au Musée des Beaux-Arts de Silésie à Breslau auprès de Carl Coven Schirm, un élève de Hans Gude. En 1888-1889, il étudie à l'académie des beaux-arts de Düsseldorf où Eugen Dücker est son professeur. Il se perfectionne entre 1890 et 1894 à l'académie des arts de Berlin où Hans Gude lui attribue une maîtrise.
En 1893, il a son propre atelier à Berlin-Tiergarten. Il déménage dans Berlin et ouvre une école de peinture. En 1904, il s'installe à Berlin-Wilmersdorf.
Ses voyages d'études l'amènent à Rügen, en Suède, à Paris, en Angleterre et surtout en Italie. Ainsi il peint les côtes des pays nordiques avant de ne s'intéresser qu'à la riviera méditerranéenne. Ses peintures sont très appréciées à son époque et entrent dans les musées. Il est présent au Glaspalast de Munich en 1888 ou à la Berliner Secession en 1898.

## Source de la traduction
- (de) Cet article est partiellement ou en totalité issu de l’article de Wikipédia en allemand intitulé « Willy Hamacher » (voir la liste des auteurs).